# Partecipanti al Tour de France 1957
Qui di seguito viene riportato l'elenco dei partecipanti al Tour de France 1957.

## Corridori per squadra
Nota: R ritirato, NP non partito, FT fuori tempo massimo.
| Francia     | Francia              | Francia     | Spagna            | Spagna                | Spagna            | Sud-Est         | Sud-Est             | Sud-Est         |
| ----------- | -------------------- | ----------- | ----------------- | --------------------- | ----------------- | --------------- | ------------------- | --------------- |
| 1           | Roger Walkowiak      | R 18ª       | 41                | Benigno Aizpuru       | R 12ª             | 81              | Francis Siguenza    | 52º             |
| 2           | Jacques Anquetil     | 1º          | 42                | Federico Bahamontes   | R 9ª              | 82              | Henry Anglade       | 28º             |
| 3           | Gilbert Bauvin       | 14º         | 43                | Antonio Barrutia      | R 5ª              | 83              | Manuel Busto        | R 15ª a         |
| 4           | Louis Bergaud        | 26º         | 44                | Antonio Ferraz        | R 21ª             | 84              | Charles Coste       | R 4ª            |
| 5           | Albert Bouvet        | 50º         | 45                | Jesús Loroño          | 5º                | 85              | Jean Dotto          | 10º             |
| 6           | André Darrigade      | 27º         | 46                | Carmelo Morales       | 54º               | 86              | Raymond Elena       | R 2ª            |
| 7           | Jean Forestier       | 4º          | 47                | Miguel Poblet         | R 4ª              | 87              | René Faure          | R 3ª b          |
| 8           | François Mahé        | 11º         | 48                | Bernardo Ruiz         | 24º               | 88              | Nello Lauredi       | R 16ª           |
| 9           | René Privat          | 31º         | 49                | Antonio Suárez        | R 9ª              | 89              | Raymond Meyzencq    | R 2ª            |
| 10          | Jean Stablinski      | 43º         | 50                | Andrés Trobat         | R 4ª              | 90              | Roger Chaussabel    | 47º             |
| Belgio      | Belgio               | Belgio      | Lussemburgo/Mista | Lussemburgo/Mista     | Lussemburgo/Mista | Nord Est-Centro | Nord Est-Centro     | Nord Est-Centro |
| 11          | Jan Adriaensens      | 9º          | 51                | Antônio Barbosa Alves | R 17ª             | 91              | Jean-Claude Annaert | R 6ª            |
| 12          | Pino Cerami          | 35º         | 52                | Aldo Bolzan           | R 4ª              | 92              | Ugo Anzile          | R 8ª            |
| 13          | Alex Close           | R 2ª        | 53                | José da Silva         | 25º               | 93              | Mario Bertolo       | R 18ª           |
| 14          | Fred De Bruyne       | R 10ª       | 54                | Marcel Ernzer         | R 2ª              | 94              | Max Cohen           | R 16ª           |
| 15          | Marcel Janssens      | 2º          | 55                | Lothar Friedrich      | R 2ª              | 95              | Ferdinand Deveze    | R 2ª            |
| 16          | Norbert Kerckhove    | R 3ª b      | 56                | Charly Gaul           | R 2ª              | 96              | Jean Graczyk        | R 6ª            |
| 17          | Désiré Keteleer      | 17º         | 57                | Willy Kemp            | R 2ª              | 97              | Roger Hassenforder  | R 17ª           |
| 18          | Jozef Planckaert     | 16º         | 58                | Nicolas Morn          | R 2ª              | 98              | Marcel Rohrbach     | 12º             |
| 19          | Frans Schoubben      | R 2ª        | 59                | Brian Robinson        | R 5ª              | 99              | Antonin Rolland     | 39º             |
| 20          | Martin Van Geneugden | R 6ª        | 60                | Jean-Pierre Schmitz   | R 4ª              | 100             | Pierre Ruby         | 41º             |
| Italia      | Italia               | Italia      | Svizzera          | Svizzera              | Svizzera          | Sud-Ovest       | Sud-Ovest           | Sud-Ovest       |
| 21          | Giancarlo Astrua     | R 11ª       | 61                | Marcel Senn           | R 4ª              | 101             | Jacques Bianco      | R 10ª           |
| 22          | Pierino Baffi        | 23º         | 62                | Adolf Christian       | 3º                | 102             | Claude Colette      | R 4ª            |
| 23          | Mario Baroni         | 53º         | 63                | Carlo Clerici         | R 11ª             | 103             | André Dupré         | 37º             |
| 24          | Nino Defilippis      | 7º          | 64                | Walter Favre          | 51º               | 104             | Georges Gay         | 22º             |
| 25          | Gianni Ferlenghi     | R 3ª b      | 65                | Rolf Graf             | R 7ª              | 105             | Robert Gibanel      | R 6ª            |
| 26          | Gastone Nencini      | 6º          | 66                | Hans Hollenstein      | R 4ª              | 106             | Valentin Huot       | R 12ª           |
| 27          | Arrigo Padovan       | 20º         | 67                | Walter Holenweger     | 49º               | 107             | Maurice Lampre      | 38º             |
| 28          | Giuseppe Pintarelli  | R 13ª       | 68                | Tony Graeser          | 55º               | 108             | Marcel Queheille    | 30º             |
| 29          | Bruno Tognaccini     | R 12ª       | 69                | Max Schellenberger    | R 21ª             | 109             | Tino Sabbadini      | R 17ª           |
| 30          | Mario Tosato         | 21º         | 70                | Alcide Vaucher        | R 2ª              | 110             | André Trochut       | R 13ª           |
| Paesi Bassi | Paesi Bassi          | Paesi Bassi | Ovest             | Ovest                 | Ovest             | Île-de-France   | Île-de-France       | Île-de-France   |
| 31          | Daan de Groot        | R 8ª        | 71                | Pierre Barbotin       | FT 1ª             | 111             | Nicolas Barone      | 40º             |
| 32          | Piet de Jongh        | 33º         | 72                | Jean Bourlès          | 36º               | 112             | Jean Bellay         | R 4ª            |
| 33          | Jaap Kersten         | 45º         | 73                | Marcel Carfentan      | FT 1ª             | 113             | Guy Buchaille       | R 4ª            |
| 34          | Mies Stolker         | 44º         | 74                | Joseph Groussard      | 42º               | 114             | Stanislas Bober     | R 16ª           |
| 35          | Leo van der Pluym    | R 3ª b      | 75                | Claude Le Ber         | FT 1ª             | 115             | Jean Bobet          | 15º             |
| 36          | Wim van Est          | 8º          | 76                | Joseph Morvan         | R 9ª              | 116             | René Fournier       | R 4ª            |
| 37          | Piet van Est         | 32º         | 77                | Fernand Picot         | 13º               | 117             | Raymond Hoorelbeke  | 19º             |
| 38          | Gerrit Voorting      | 29º         | 78                | Francis Pipelin       | 46º               | 118             | André Le Dissez     | 34º             |
| 39          | Arie van Wetten      | R 2ª        | 79                | Pierre Poulingue      | 48º               | 119             | Raymond Plaza       | R 3ª b          |
| 40          | Wout Wagtmans        | R 4ª        | 80                | Joseph Thomin         | 18º               | 120             | Guy Million         | 56º             |